# 代奥勒
代奥勒（法語：Déols，法語發音：[deɔl] ⓘ），法国中部城市，中央-卢瓦尔河谷大区安德尔省的一个市镇，隶属于沙托鲁区，其市镇面积为31.74平方公里，2022年1月1日时人口数量为7,618人，在法国城市中排名第1,388位。
代奥勒位于安德尔省中部，安德尔河右岸，省会沙托鲁的正北方向，是沙托鲁的一个近郊卫星城，沙托鲁会展中心、机场指挥中心等设施位于其境内。

## 地名来源
代奥勒最初于公元6世纪时以“Dolensem Vicum”的形式被记载于图尔的额我略的一份手记中，该名称可能转写自人名“Dolensi”，其生平尚有待考证。

## 历史

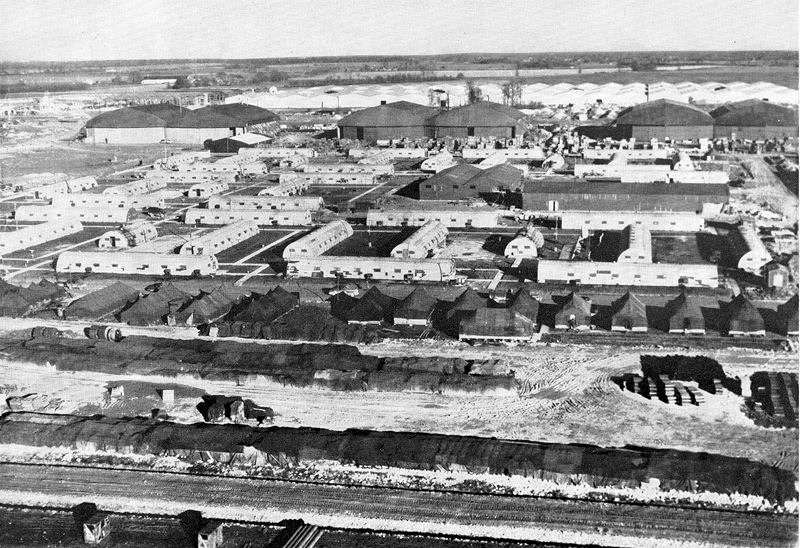
1951年的马尔蒂讷里街区

代奥勒的建城史始于公元6世纪。公元10世纪时，当地出现了圣母修道院。13世纪初，代奥勒一度成为普瓦捷伯国的一个附庸。宗教战争期间，代奥勒的多处建筑被烧毁。法国大革命后，代奥勒成为安德尔省的一个市镇。1909年，代奥勒境内建成了一处飞行场，后被扩建为标准化机场。1915年，代奥勒市镇东南部的拉马尔蒂讷里（La Martinerie）空军基地建成，后于2008年废弃，现部分区域改建为射击场。

## 地理

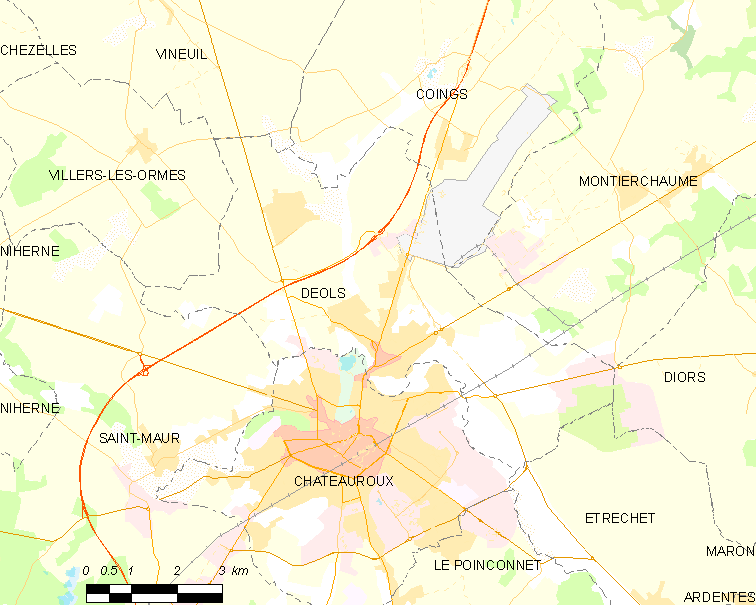
代奥勒市镇范围地图

代奥勒位于法国中部，中央-卢瓦尔河谷大区南部和安德尔省中部，距离省会沙托鲁大约2公里。与代奥勒接壤的市镇包括：沙托鲁、库万、迪奥尔、埃特勒谢、蒙捷绍姆、圣莫尔、维讷伊。

### 地形
代奥勒位于贝里平原西部腹地，境内以平原为主，市镇中心地势较为平坦，全境海拔在140到165米之间。

### 水文
代奥勒位于卢瓦尔河流域范围内，安德尔河自东南向西北蜿蜒流经市镇南界，其右岸支流兰瓜尔河流经镇中心并在此与其交汇。

### 植被
代奥勒属于温带阔叶混交林区，安德尔河右岸的莱谢讷维耶夫尔生态公园（Ecoparc des Chènevièvres）是当地主要的城市绿道。
在鲜花城市的评比中，代奥勒被评为3星级鲜花城市。

### 气候
代奥勒在柯本气候分类法中属于温带海洋性气候。

## 行政区划
代奥勒的市镇编号为36063，邮政编号为36130。
在行政管理方面，代奥勒隶属于法国中央-卢瓦尔河谷大区安德尔省沙托鲁区；在地方选举方面，代奥勒隶属于沙托鲁第一县，其市镇范围全境被划入安德尔省第一选区；在社会管理方面，代奥勒是沙托鲁都会城市圈公共社区的组成部分。
法国国家统计与经济研究所（简称）在进行数据统计时，将代奥勒及相邻的另外三个市镇设为沙托鲁城市核心区，并将包括核心区在内的周边共44个市镇划为沙托鲁城市区。自2020年起，沙托鲁城市区被包含71个市镇的沙托鲁城市辐射区代替。此外，还将代奥勒市镇分为了4个“块区”（IRIS），以便于统计人口分布情况。

## 交通

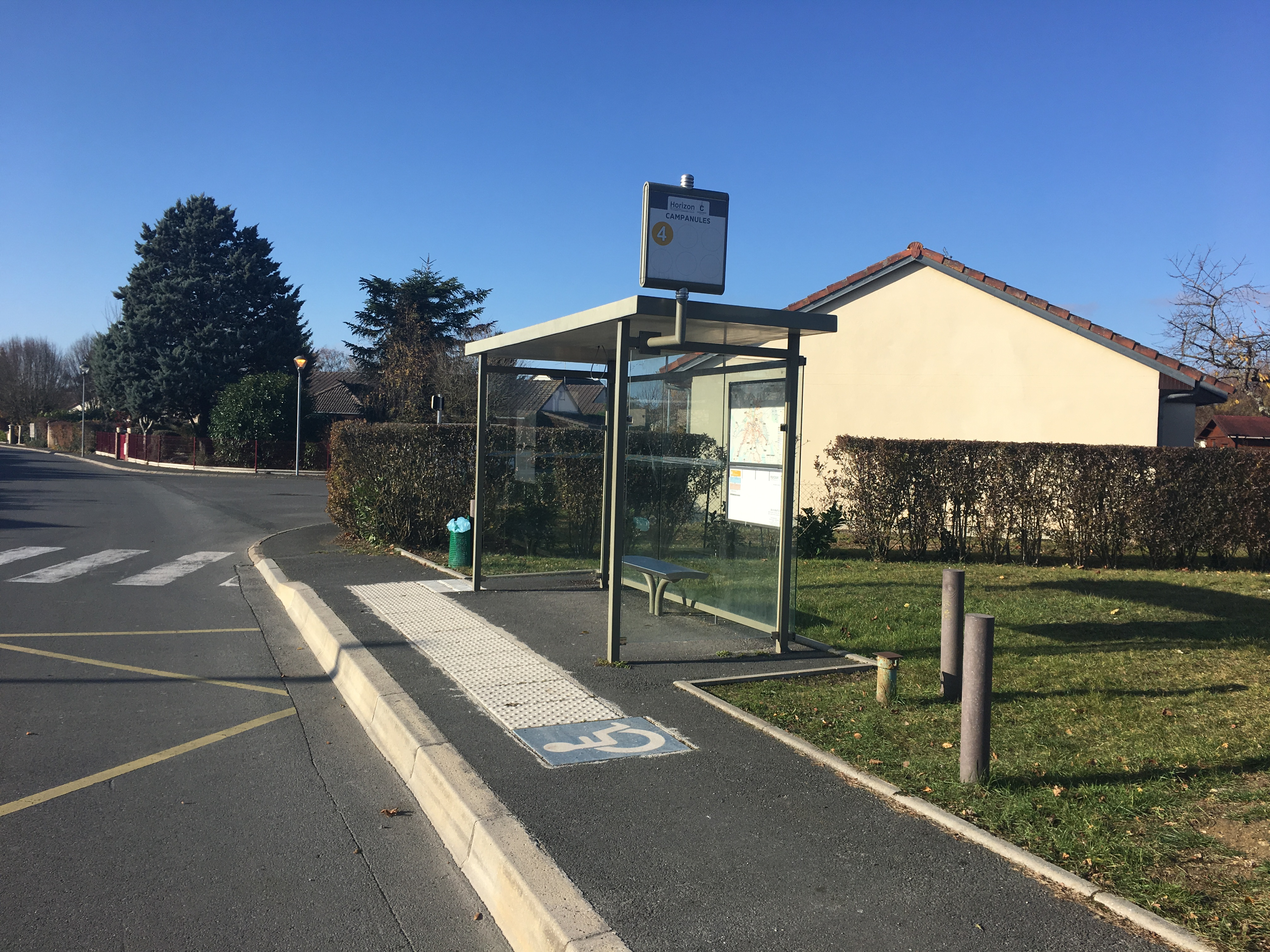
代奥勒境内的一处公交车站

### 公路
A20高速公路、国道N151线和多条安德尔省省道在代奥勒境内交汇。
2019年，81%的代奥勒家庭拥有至少一辆私人汽车。2019年，代奥勒境内共发生各类交通事故4起，造成4人受伤，其中2人重伤。
| 12 | 3.3 |

| 沙托鲁 | 2 |

| 伊苏丹 | 26 |

| 瓦唐 | 29 |

### 铁路
距离代奥勒最近客运铁路车站为3公里外的沙托鲁站，该站停靠往返于巴黎和图卢兹之间的城际列车，以及前往奥尔良和利摩日两个方向的区域列车。

### 航空
距离代奥勒最近的民用航空站为沙托鲁机场，其航站楼及部分跑道位于代奥勒市镇范围内，该机场暂无常规航线，仅停靠少量包机旅游航班。

### 城市公共交通
代奥勒是沙托鲁城市公共交通（商业名称为）的服务范围，后者是沙托鲁地区的城市公共交通系统。截至2022年11月，该系统共包括12条公交线路，其中2路、5路、6路和8路经停代奥勒市区。

## 政治

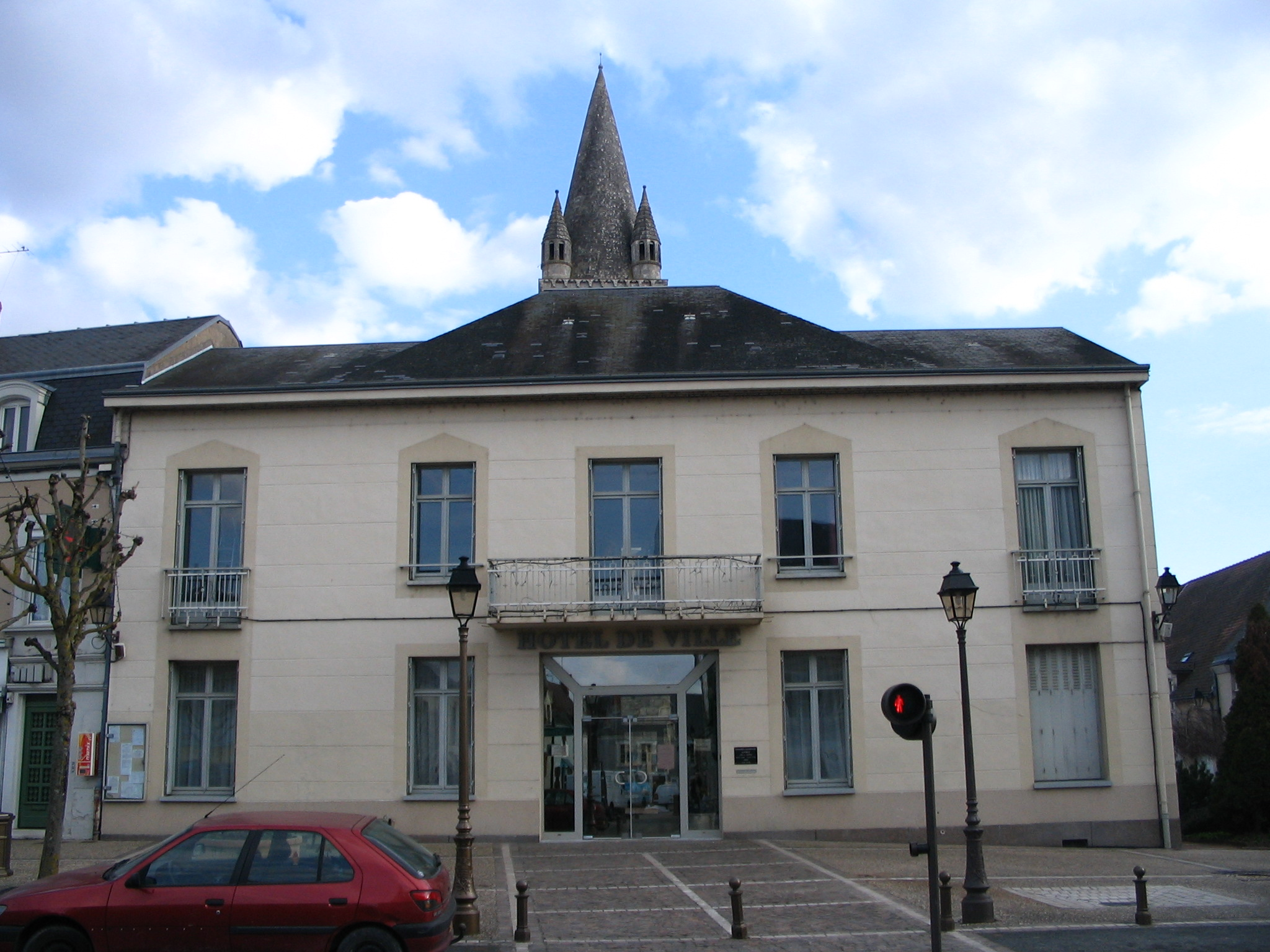
代奥勒市政厅

代奥勒的现任市长为马克·弗勒雷先生（Marc FLEURET），他是一名中间派，在2020年的市政选举中获得了74.72%的支持率。
在2022年的法国总统大选中，法国第25任总统埃马纽埃尔·马克龙在代奥勒获得了53.2%的支持率。

## 人口
2019年，代奥勒市镇人口数量为7,609，在法国排名第1,388位。其中男性3,672人，女性3,937人，75岁及以上人口占10.7%，外籍人口数量为269人，人口密度为240人/平方公里，当地居民被称为（男性）或（女性）。2020年，代奥勒境内出生66人，死亡人口78人。
| 代奥勒1901年－2019年人口变化情况 |
|                                  |
| 数据来源：Cassini、INSEE         |

## 经济
代奥勒是沙托鲁城市圈公共社区的组成部分。截止2022年11月，代奥勒市镇范围内共有各类用人单位（包含自雇）802家，平均历史为15年，其中99.77%为中小型企业（PME），2022年9月至11月间，当地的经济活力指数为0.37%。（包装生产）、（零售）及（城际公路物流）是当地2021年营业额最高的三个企业，分别为48,592,679欧元、18,228,702欧元和10,112,175欧元。

## 财政与居民收入
2020年，代奥勒的财政收入总额为8,486,310欧元，财政支出总额为7,315,600欧元，当年的债务总额为5,229,260欧元。2021年，代奥勒市镇共获得1,420,639欧元的国家财政补助，比上一年减少了1.03%。
2020年，代奥勒的人均月收入总额为2,022欧元，其中高级职员为3,668欧元，低于法国平均水平（4,230欧元）；中级职员为2,086欧元，低于法国平均水平（2,411欧元）；普通职员为1,666欧元，亦低于法国平均水平（1,740欧元）。
2019年，代奥勒境内的青壮年（15至64岁）失业率为12.6%，当地50.6%的家庭拥有纳税资格，平均纳税1,975欧元，低于法国平均水平（3,910欧元）。

## 社会事务

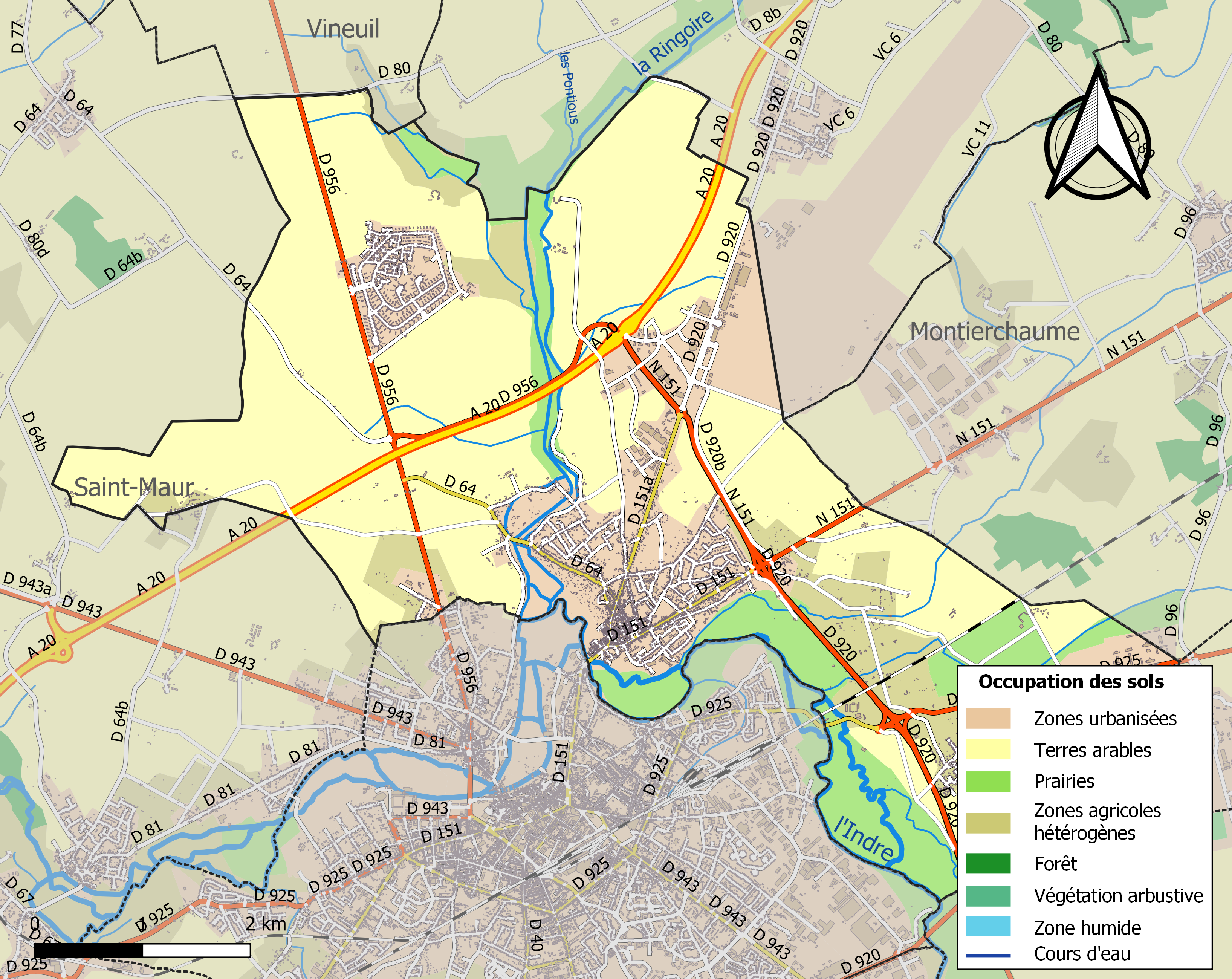
代奥勒土地利用情况地图

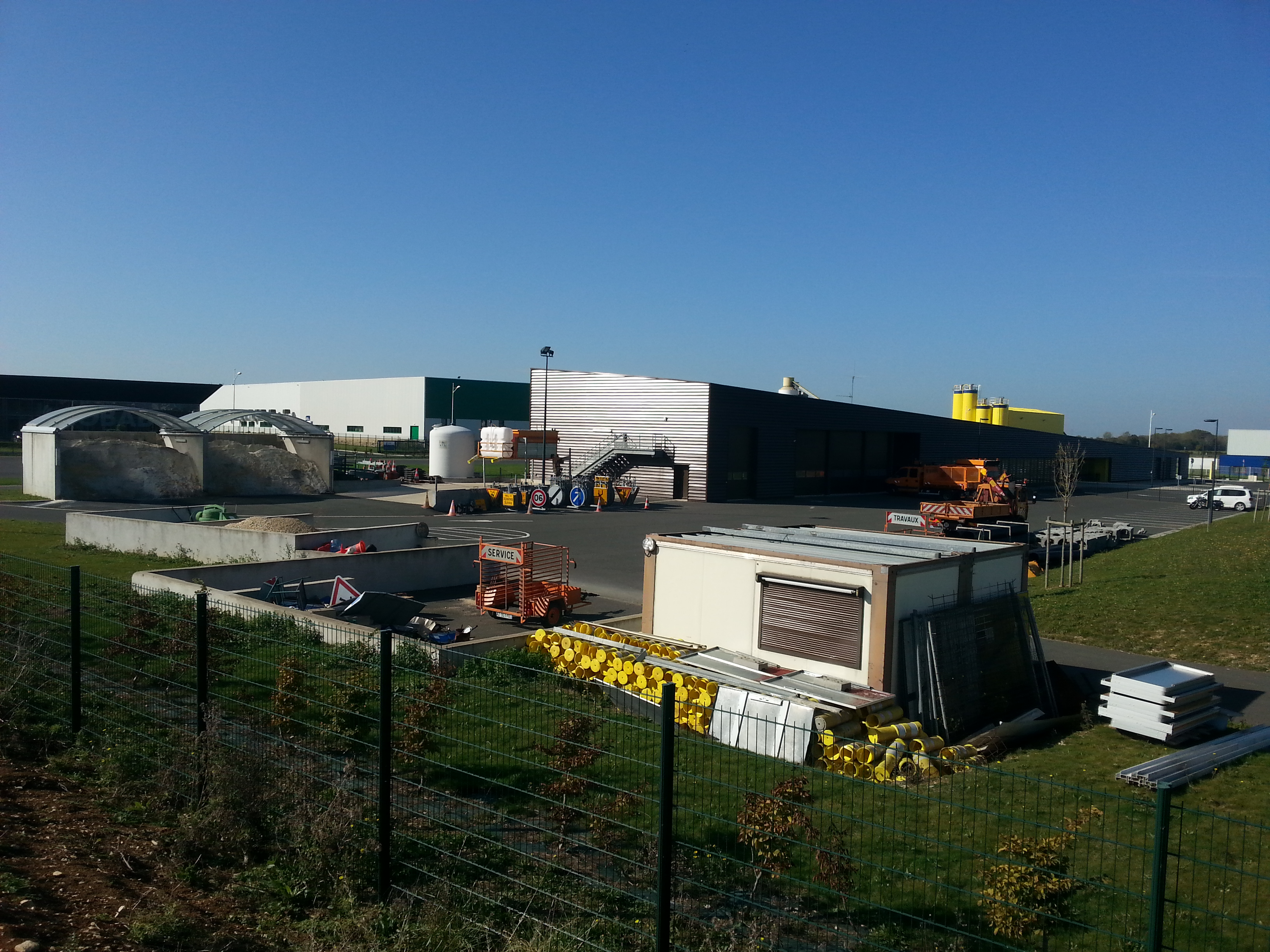
代奥勒的一处工业园

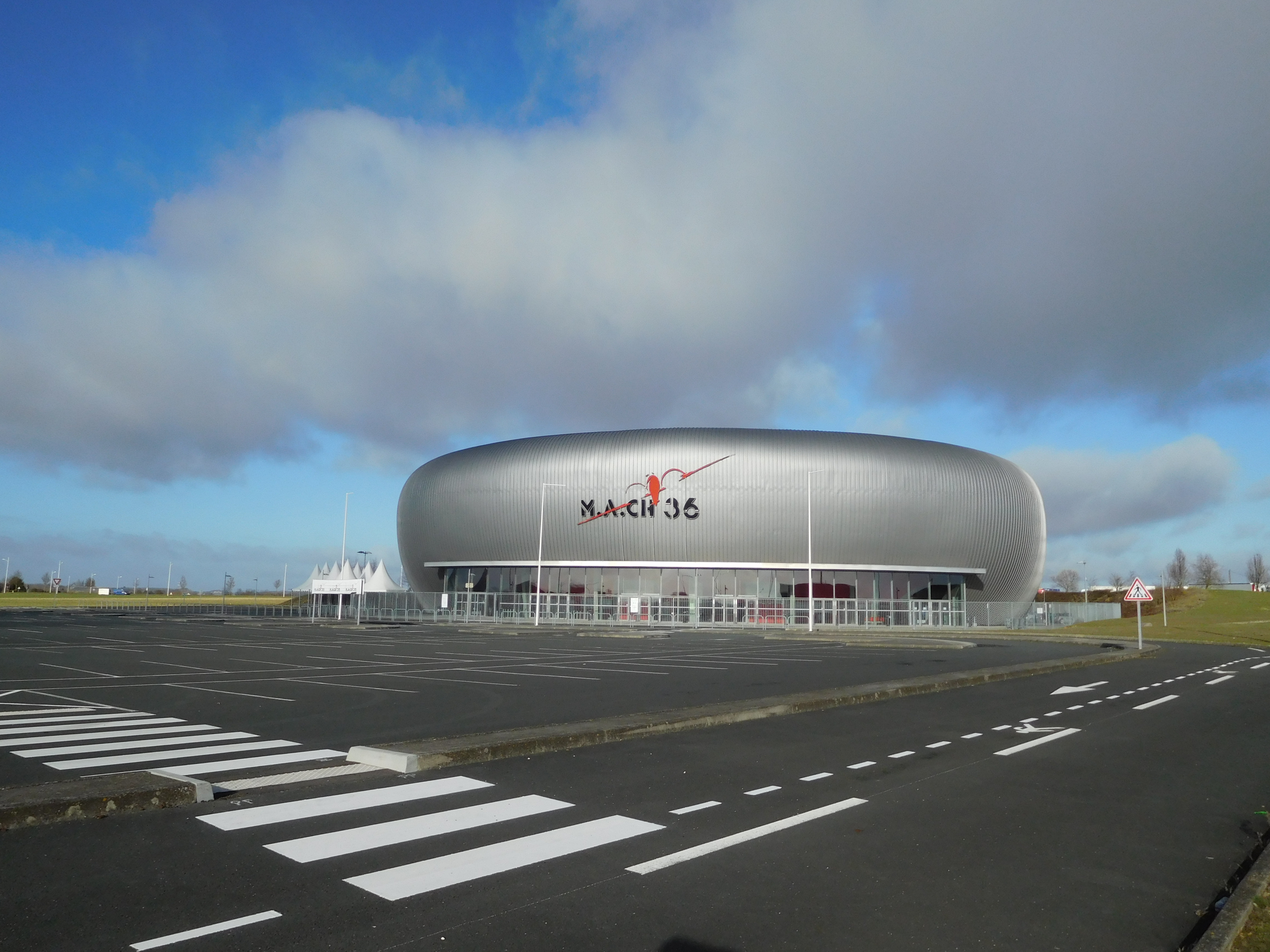
位于代奥勒境内的沙托鲁会展中心

### 教育
代奥勒属于奥尔良-图尔学区。截止2021年1月1日，代奥勒境内共有3所幼儿园、3所小学和1所初级中学。2018至2019学年度，代奥勒境内共有在校中等教育阶段学生491名。

### 医疗
截止2021年1月1日，代奥勒境内共有全科医生4名、保健师4名、牙医2名、护士9名和助产士1名。境内共有药房3家。
距离代奥勒最近的区域性医疗机构为沙托鲁中心医院（Centre Hospitalier de Châteauroux），其主病区位于沙托鲁市区南部，距离代奥勒市区的正常车程约10分钟，该院设有床位755个，是当地规模最大的公立综合性医院。

### 住房
2019年，代奥勒境内共有各类住房3,866套，其中80.8%为独立式居民区，18.1%为集中式居民区。常住房屋占代奥勒市镇范围内居民建筑总量的91.4%。
在住房保障政策方面，2021年，代奥勒境内共有665户家庭获得了住房经济补助，受益人数占总人口数量的8.7%，其中631份为房租补助。

### 商业
2021年，代奥勒境内共有各类实体商铺138家，其中餐厅16家、大型超市3家、杂货店2家、面包房6家、肉铺3家、装饰品店2家、银行门店3家、美容美发店15家、汽车维修店17家。市区北部建有开放式商业街区，有家乐福、Action等购物商场。

### 体育
2021年，代奥勒境内共有3间体育馆、5处网球场、5处足球或橄榄球场以及3处篮球或排球场。
截至2022年11月，代奥勒足球俱乐部（编号504896）是代奥勒境内唯一的一家注册足球俱乐部。当地的代表性足球队，成立于1990年，其主队2022至2023赛季参加中央-卢瓦尔河谷大区足球联赛甲组（法国第六级别），其主场为让·比泽球场（Stade Jean Bizet）。

### 环境
代奥勒的环境事务由其所属的沙托鲁都会城市圈公共社区联合各级政府协调负责。2021年，代奥勒境内暂无污染企业。

### 治安
代奥勒及其附近的共4个市镇是沙托鲁警区（zone police de Châteauroux）的管辖范围。2020年，该警区累计记录各类案件2,541起，其中盗窃类案件1,170起，经济类案件356起，毒品交易类案件173起。

## 文化

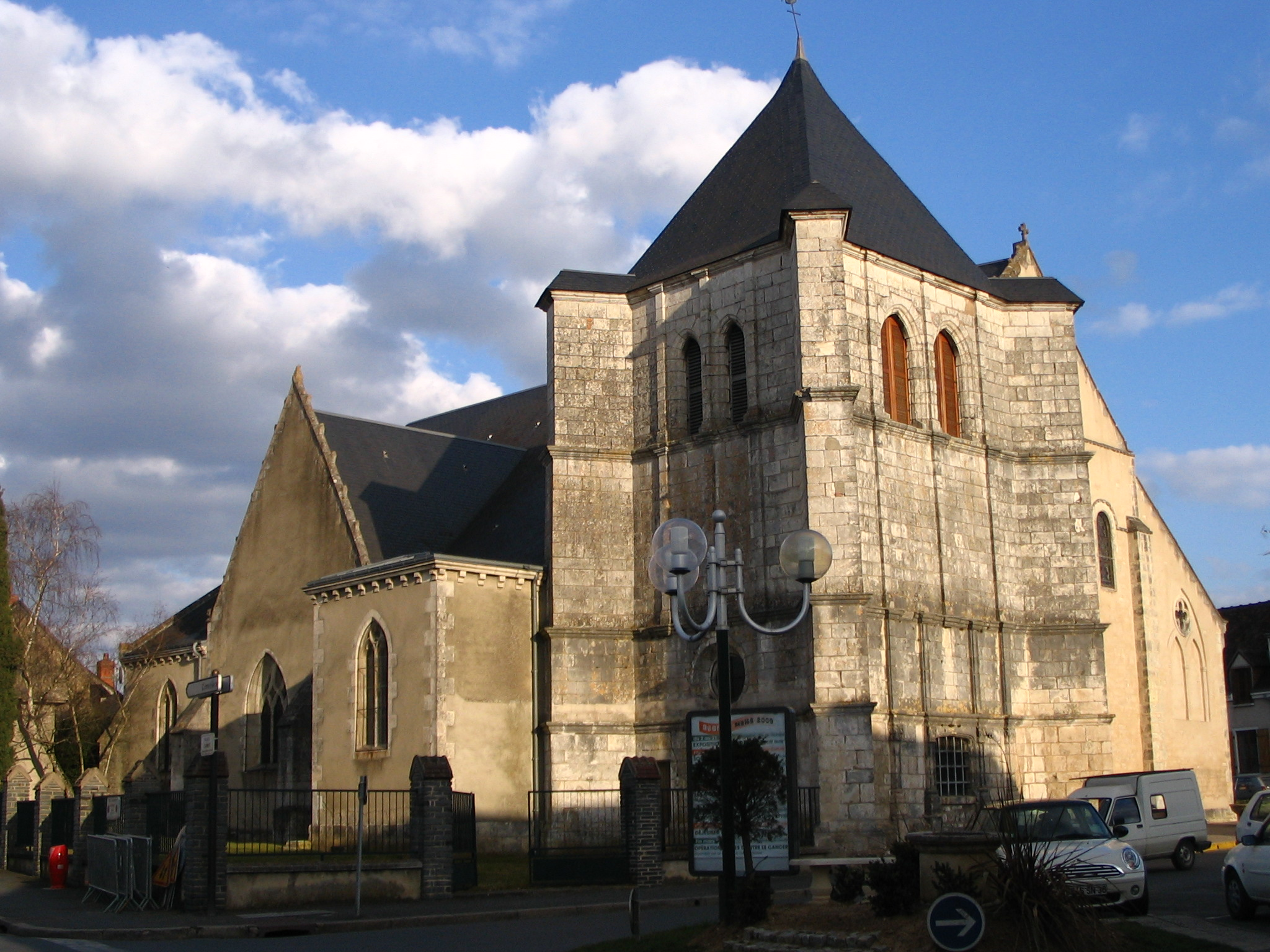
代奥勒圣艾蒂安教堂

2021年，代奥勒境内暂无任何文化设施。代奥勒市政府提供多媒体中心，每周二、三、五、六向公众开放。

### 建筑
代奥勒境内有多处历史建筑，其中圣母修道院、代奥勒圣艾蒂安教堂、城门（Porte de ville de Déols）等为法国国家文物保护单位。

### 旅游
代奥勒的旅游事务由其所属的沙托鲁都会城市圈公共社区负责。2022年，代奥勒境内共有4家酒店共计260间房间。

### 媒体
法国主要的媒体均可在代奥勒接收，法国电视三台下属的中央-卢瓦尔河谷大区频道在部分时段播出代奥勒所属区域的地方新闻。《中西部新共和国报》、蓝色法兰西贝里广播、伊苏丹贝里第一电视台等是当地主要的地方性媒体。

## 友好城市
截至2022年11月，代奥勒共与一座城市互为友好城市关系：
- 波蘭 Gietrzwałd